# Alicja Maciejowska
Alicja Maciejowska (ur. 23 marca 1929 w Warszawie, zm. 16 listopada 2016 tamże) – polska dziennikarka radiowa, reportażystka, dokumentalistka. Absolwentka Wydziału Reżyserii Dźwięku w Warszawskiej Szkole Teatralnej i historii. Od lat 50. pracowała w rozgłośniach Polskiego Radia – w Łodzi, Koszalinie, Szczecinie. Dziennikarka Programu III Polskiego Radia, a po roku 1989 – Programu I. Internowana 12/13 grudnia 1981, trafiła do więzienia w Olszynce Grochowskiej, następnie do Ośrodka Odosobnienia dla Internowanych Kobiet w Gołdapi. Po wyjściu – zwolniona z radia. Kolportowała prasę podziemną i książki drugiego obiegu. Była współredaktorką pisma „Solidarność Radia i TV”. W 1987 roku rozpoczęła gromadzenie dokumentacji dotyczącej Obławy Augustowskiej, działała w Obywatelskim Komitecie Poszukiwań Mieszkańców Suwalszczyzny Zaginionych w Lipcu 1945 r. Autorka (i współautorka) reportaży radiowych (m.in. „Wierna rzeka sto lat później”, „Epitafium dla Łupaszki”, „Kazik”, „Bojowcy”). Autorka książek, m.in. Pisane mikrofonem (wspólnie z Aliną Głowacką), Przerwane życiorysy. Obława Augustowska – lipiec 1945 r. 
Działaczka Stowarzyszenia Dziennikarzy Polskich. 

## Odznaczenia
10 grudnia 2007 została odznaczona przez prezydenta RP Lecha Kaczyńskiego Krzyżem Oficerskim Orderu Odrodzenia Polski.
Ponadto była wyróżniona wieloma nagrodami dziennikarskimi – m.in. Złotym Mikrofonem Polskiego Radia.